# Papaver piptostigma
Papaver piptostigma är en vallmoväxtart som beskrevs av Bienert och Friedrich Karl Georg Fedde. Papaver piptostigma ingår i släktet vallmor, och familjen vallmoväxter. Inga underarter finns listade i Catalogue of Life.